# Telemark-Weltcup 2019
Der Telemark-Weltcup 2019 war eine vom Weltverband FIS ausgetragene Wettkampfserie im Telemarken. Sie begann am 20. Januar 2019 in La Thuile in Italien und endete am 17. Februar 2019 im slowenischen Skigebiet Krvavec. Der Weltcup umfasste fünf Stationen Europa. Höhepunkt der Saison war die Telemark-Weltmeisterschaft 2019 im norwegischen Rjukan vom 20. bis 24. März 2019, deren Ergebnisse jedoch nicht zum Weltcup zählten.
Titelverteidiger des Gesamtweltcups waren bei den Herren der Schweizer Nicolas Michel und bei den Damen die Deutsche Johanna Holzmann. Beide traten in der Saison 2019 jedoch nicht im Weltcup an und konnten ihre Titel damit nicht verteidigen.

## Übersicht

### Saisonverlauf
Den Gesamtweltcup der Herren gewann erstmals der Norweger Trym Nygaard Løken vor den beiden Schweizer Stefan Matter und Bastien Dayer. Die Einzelwertung der Disziplin Classic entschied Bastien Dayer, den Sprintweltcup sicherte sich Stefan Matter. Der Titel im Parallelsprint ging an den Franzosen Philippe Lau.
Bei den Damen kehrte die Dominatorin der Vorjahre, die Schweizerin Amélie Wenger-Reymond, die aufgrund einer Schwangerschaft auf einen Start in der Weltcup-Saison 2017/18 verzichtete zurück und gewann den Gesamtweltcup vor Vorjahressiegerin Johanna Holzmann und der Britin Jasmin Taylor. Daneben gewann Wenger-Reymond auch alle Disziplinwertungen.
Im Verlauf der Saison gelang vier verschiedenen Herren ein Weltcupsieg. Gesamtweltcupsieger Trym Nygaard Løken sowie die Disziplinensieger Stefan Matter, Bastien Dayer und Philippe Lau konnten jeweils drei Siege für sich verbuchen. Bei den Damen gab es in allen ausgetragenen Wettkämpfen ebenfalls vier verschiedene Weltcupsiegerinnen. Amélie Wenger-Reymond dominierte mit 8 Siegen. Es folgten die Französin Argeline Tan-Bouquet mit zwei Siegen sowie Jasmin Taylor und Johanna Holzmann mit jeweils einem Sieg.
Die Nationenwertung gewann bei den Männern und bei den Frauen wie auch in der kombinierten Gesamtwertung beider Geschlechter die Schweiz.

### Wettkampfkalender
Im Vergleich zur Saison 2017/18 waren die Veranstaltungen in Hintertux, Rjukan (als Austragungsort der Weltmeisterschaft), Warren und Woodstock in diesem Jahr nicht mehr Teil des Weltcups. Dafür machte man 2019 in La Thuile und Pra-Loup Station. Der geplante Weltcup in Villars sur Ollon fand nicht statt.
| #      | Datum                | Land        | Ort                  | Wettkämpfe | Wettkämpfe | Wettkämpfe |
| #      | Datum                | Land        | Ort                  | Cl         | Sp         | Ps         |
| ------ | -------------------- | ----------- | -------------------- | ---------- | ---------- | ---------- |
| 1      | 20.–21. Januar 2019  | Italien     | La Thuile            | 1          | 1          |            |
| 2      | 25.–26. Januar 2019  | Frankreich  | Pralognan-la-Vanoise | 1          | 1          |            |
| 3      | 29.–31. Januar 2019  | Frankreich  | Pra-Loup             | 1          | 1          | 1          |
| 4      | 9.–10. Februar 2019  | Deutschland | Bad Hindelang        |            | 1          | 1          |
| 5      | 14.–17. Februar 2019 | Slowenien   | Krvavec              | 1          | 1          | 1          |
| Anzahl | Anzahl               | Anzahl      | Anzahl               | 4          | 5          | 3          |

Disziplinen: Cl: Classic, Sp: Sprint Classic, Ps: Parallelsprint

## Männer

### Resultate und Kalender
| 1. Weltcup in La Thuile, 20.–21. Januar 2019 | 1. Weltcup in La Thuile, 20.–21. Januar 2019 | 1. Weltcup in La Thuile, 20.–21. Januar 2019 | 1. Weltcup in La Thuile, 20.–21. Januar 2019 | 1. Weltcup in La Thuile, 20.–21. Januar 2019 |
| -------------------------------------------- | -------------------------------------------- | -------------------------------------------- | -------------------------------------------- | -------------------------------------------- |
| Datum                                        | Disziplin                                    | Erster Platz                                 | Zweiter Platz                                | Dritter Platz                                |
| 20. Januar 2019 (So.)                        | Sprint                                       | Trym Nygaard Løken                           | Nicolas Michel                               | Philippe Lau                                 |
| 21. Januar 2019 (Mo.)                        | Classic                                      | Trym Nygaard Løken                           | Stefan Matter                                | Nicolas Michel                               |

| 2. Weltcup in Pralognan-la-Vanoise, 25.–26. Januar 2019 | 2. Weltcup in Pralognan-la-Vanoise, 25.–26. Januar 2019 | 2. Weltcup in Pralognan-la-Vanoise, 25.–26. Januar 2019 | 2. Weltcup in Pralognan-la-Vanoise, 25.–26. Januar 2019 | 2. Weltcup in Pralognan-la-Vanoise, 25.–26. Januar 2019 |
| ------------------------------------------------------- | ------------------------------------------------------- | ------------------------------------------------------- | ------------------------------------------------------- | ------------------------------------------------------- |
| Datum                                                   | Disziplin                                               | Erster Platz                                            | Zweiter Platz                                           | Dritter Platz                                           |
| 25. Januar 2019 (Fr.)                                   | Sprint                                                  | Philippe Lau                                            | Bastien Dayer                                           | Jure Aleš                                               |
| 26. Januar 2019 (Sa.)                                   | Classic                                                 | Stefan Matter                                           | Trym Nygaard Løken                                      | Bastien Dayer                                           |

| 3. Weltcup in Pra-Loup, 29.–31. Januar 2019 | 3. Weltcup in Pra-Loup, 29.–31. Januar 2019 | 3. Weltcup in Pra-Loup, 29.–31. Januar 2019 | 3. Weltcup in Pra-Loup, 29.–31. Januar 2019 | 3. Weltcup in Pra-Loup, 29.–31. Januar 2019 |
| ------------------------------------------- | ------------------------------------------- | ------------------------------------------- | ------------------------------------------- | ------------------------------------------- |
| Datum                                       | Disziplin                                   | Erster Platz                                | Zweiter Platz                               | Dritter Platz                               |
| 29. Januar 2019 (Di.)                       | Sprint                                      | Stefan Matter                               | Trym Nygaard Løken                          | Jure Aleš                                   |
| 30. Januar 2019 (Mi.)                       | Parallelsprint                              | Bastien Dayer                               | Stefan Matter                               | Nicolas Michel                              |
| 31. Januar 2019 (Do.)                       | Parallelsprint                              | Philippe Lau                                | Nicolas Michel                              | Trym Nygaard Løken                          |

| 4. Weltcup in Bad Hindelang, 9.–10. Februar 2019 | 4. Weltcup in Bad Hindelang, 9.–10. Februar 2019 | 4. Weltcup in Bad Hindelang, 9.–10. Februar 2019 | 4. Weltcup in Bad Hindelang, 9.–10. Februar 2019 | 4. Weltcup in Bad Hindelang, 9.–10. Februar 2019 |
| ------------------------------------------------ | ------------------------------------------------ | ------------------------------------------------ | ------------------------------------------------ | ------------------------------------------------ |
| Datum                                            | Disziplin                                        | Erster Platz                                     | Zweiter Platz                                    | Dritter Platz                                    |
| 9. Februar 2019 (Sa.)                            | Parallelsprint                                   | Bastien Dayer                                    | Jonas Schmid                                     | Benedikt Holzmann                                |
| 10. Februar 2019 (So.)                           | Parallelsprint                                   | Trym Nygaard Løken                               | Philippe Lau                                     | Stefan Matter                                    |

| 5. Weltcup in Krvavec, 14.–17. Februar 2019 | 5. Weltcup in Krvavec, 14.–17. Februar 2019 | 5. Weltcup in Krvavec, 14.–17. Februar 2019 | 5. Weltcup in Krvavec, 14.–17. Februar 2019 | 5. Weltcup in Krvavec, 14.–17. Februar 2019 |
| ------------------------------------------- | ------------------------------------------- | ------------------------------------------- | ------------------------------------------- | ------------------------------------------- |
| Datum                                       | Disziplin                                   | Erster Platz                                | Zweiter Platz                               | Dritter Platz                               |
| 14. Februar 2019 (Do.)                      | Classic                                     | Bastien Dayer                               | Trym Nygaard Løken                          | Stefan Matter                               |
| 16. Februar 2019 (Sa.)                      | Parallelsprint                              | Philippe Lau                                | Nicolas Michel                              | Trym Nygaard Løken                          |
| 17. Februar 2019 (So.)                      | Sprint                                      | Stefan Matter                               | Nicolas Michel                              | Trym Nygaard Løken                          |

### Weltcupstände Männer
| Rang | Name                     | Punkte | Siege |
| ---- | ------------------------ | ------ | ----- |
| 01   | Trym Nygaard Løken       | 827    | 3     |
| 02   | Stefan Matter            | 810    | 3     |
| 03   | Bastien Dayer            | 721    | 3     |
| 04   | Philippe Lau             | 703    | 3     |
| 05   | Nicolas Michel           | 629    | 0     |
| 06   | Jure Aleš                | 517    | 0     |
| 07   | Matti Lopez              | 378    | 0     |
| 08   | Sivert Hole              | 297    | 0     |
| 09   | Amund Møster Haugen      | 276    | 0     |
| 10   | Noé Claye                | 234    | 0     |
| 11   | Theo Sillon              | 223    | 0     |
| 12   | Benedikt Holzmann        | 219    | 0     |
| 13   | Jonas Schmid             | 197    | 0     |
| 14   | Kristian Lauvik Gjelstad | 177    | 0     |
| 14   | Cory Snyder              | 177    | 0     |
| 16   | Adrien Etiévent          | 171    | 0     |
| 17   | Elie Nabot               | 168    | 0     |
| 18   | Leonhard Müller          | 152    | 0     |
| 19   | Gaetan Procureur         | 150    | 0     |

| Rang | Name                | Punkte | Siege |
| ---- | ------------------- | ------ | ----- |
| 20   | Christoph Frank     | 148    | 0     |
| 21   | Julian Seubert      | 104    | 0     |
| 21   | Louis Uber          | 104    | 0     |
| 23   | Maxime Mosset       | 089    | 0     |
| 24   | Olle Collberg       | 082    | 0     |
| 25   | Thomas Orlovius     | 081    | 0     |
| 26   | Raphael Mahlknecht  | 059    | 0     |
| 27   | Henrik Buck Bryn    | 056    | 0     |
| 28   | Maximilian Uber     | 055    | 0     |
| 29   | Louis Hatchwell     | 052    | 0     |
| 30   | Valentin Roduit     | 049    | 0     |
| 31   | Matěj Kopecký       | 047    | 0     |
| 32   | Arnaud Avocat Gros  | 044    | 0     |
| 33   | Ben Emsley          | 042    | 0     |
| 34   | Brage Osen Gjølberg | 041    | 0     |
| 35   | Ondřej Hegar        | 040    | 0     |
| 36   | Robin Kraft         | 035    | 0     |
| 37   | Romain Beney        | 029    | 0     |
| 37   | Nikolai Isajew      | 029    | 0     |

| Rang | Name                   | Punkte | Siege |
| ---- | ---------------------- | ------ | ----- |
| 39   | Sio Bingham            | 025    | 0     |
| 40   | Jakob Alveberg         | 022    | 0     |
| 40   | Melvyn Rey             | 022    | 0     |
| 42   | Colin Dixon            | 015    | 0     |
| 43   | Hikaru Nishimura       | 014    | 0     |
| 43   | Baptiste Flamand       | 014    | 0     |
| 45   | Sašo Aleš              | 012    | 0     |
| 46   | Kishū Anada            | 011    | 0     |
| 47   | Alec Dixon             | 010    | 0     |
| 48   | Iver Hexeberg          | 08     | 0     |
| 49   | Kohei Hirose           | 07     | 0     |
| 50   | Larry Bosche           | 06     | 0     |
| 51   | Maximilian Sautter     | 03     | 0     |
| 51   | Jack Emsley            | 03     | 0     |
| 53   | Antoine Belanger-Morin | 02     | 0     |
| 53   | Magnus McIntosh        | 02     | 0     |
| 55   | Ian Rodriguez Barrull  | 01     | 0     |

| Rang | Name                | Punkte | Siege |
| ---- | ------------------- | ------ | ----- |
| 01   | Stefan Matter       | 340    | 2     |
| 01   | Trym Nygaard Løken  | 340    | 1     |
| 03   | Bastien Dayer       | 241    | 1     |
| 04   | Jure Aleš           | 195    | 0     |
| 05   | Nicolas Michel      | 159    | 0     |
| 06   | Philippe Lau        | 144    | 0     |
| 07   | Matti Lopez         | 137    | 0     |
| 08   | Amund Møster Haugen | 112    | 0     |
| 09   | Sivert Hole         | 095    | 0     |
| 10   | Elie Nabot          | 093    | 0     |

| Rang | Name                | Punkte | Siege |
| ---- | ------------------- | ------ | ----- |
| 01   | Bastien Dayer       | 385    | 2     |
| 02   | Stefan Matter       | 320    | 1     |
| 03   | Philippe Lau        | 286    | 1     |
| 04   | Trym Nygaard Løken  | 267    | 1     |
| 05   | Nicolas Michel      | 260    | 0     |
| 06   | Jure Aleš           | 227    | 0     |
| 07   | Sivert Hole         | 167    | 0     |
| 08   | Matti Lopez         | 164    | 0     |
| 09   | Theo Sillon         | 116    | 0     |
| 10   | Amund Møster Haugen | 109    | 0     |

| Rang | Name               | Punkte | Siege |
| ---- | ------------------ | ------ | ----- |
| 01   | Philippe Lau       | 280    | 2     |
| 02   | Trym Nygaard Løken | 220    | 1     |
| 03   | Nicolas Michel     | 210    | 0     |
| 04   | Stefan Matter      | 150    | 0     |
| 05   | Bastien Dayer      | 095    | 0     |
| 05   | Jure Aleš          | 095    | 0     |
| 07   | Benedikt Holzmann  | 0802   | 0     |
| 08   | Matti Lopez        | 070    | 0     |
| 09   | Noé Claye          | 060    | 0     |
| 09   | Adrien Etiévent    | 060    | 0     |

| Endstand |                        |        |
| \| Rang \| Name \| Punkte \| \| ---- \| ---------------------- \| ------ \| \| 01. \| Schweiz \| 2477 \| \| 02. \| Frankreich \| 1957 \| \| 03. \| Norwegen \| 1704 \| \| 04. \| Deutschland \| 1080 \| \| 05. \| Slowenien \| 0529 \| \| 06. \| Vereinigte Staaten \| 0183 \| \| 07. \| Vereinigtes Königreich \| 0149 \| \| 08. \| Tschechien \| 0087 \| \| 09. \| Schweden \| 0082 \| \| 10. \| Italien \| 0059 \| \| 11. \| Japan \| 0032 \| \| 12. \| Russland \| 0029 \| \| 13. \| Kanada \| 0002 \| \| 14. \| Andorra \| 0001 \| |                        |        |
| Rang | Name                   | Punkte |
| 01. | Schweiz                | 2477   |
| 02. | Frankreich             | 1957   |
| 03. | Norwegen               | 1704   |
| 04. | Deutschland            | 1080   |
| 05. | Slowenien              | 0529   |
| 06. | Vereinigte Staaten     | 0183   |
| 07. | Vereinigtes Königreich | 0149   |
| 08. | Tschechien             | 0087   |
| 09. | Schweden               | 0082   |
| 10. | Italien                | 0059   |
| 11. | Japan                  | 0032   |
| 12. | Russland               | 0029   |
| 13. | Kanada                 | 0002   |
| 14. | Andorra                | 0001   |

## Frauen

### Resultate und Kalender
| 1. Weltcup in La Thuile, 20.–21. Januar 2019 | 1. Weltcup in La Thuile, 20.–21. Januar 2019 | 1. Weltcup in La Thuile, 20.–21. Januar 2019 | 1. Weltcup in La Thuile, 20.–21. Januar 2019 | 1. Weltcup in La Thuile, 20.–21. Januar 2019 |
| -------------------------------------------- | -------------------------------------------- | -------------------------------------------- | -------------------------------------------- | -------------------------------------------- |
| Datum                                        | Disziplin                                    | Erster Platz                                 | Zweiter Platz                                | Dritter Platz                                |
| 20. Januar 2019 (So.)                        | Sprint                                       | Argeline Tan-Bouquet                         | Amélie Wenger-Reymond                        | Guro Helde Kjølseth                          |
| 21. Januar 2019 (Mo.)                        | Classic                                      | Amélie Wenger-Reymond                        | Jasmin Taylor                                | Argeline Tan-Bouquet                         |

| 2. Weltcup in Pralognan-la-Vanoise, 25.–26. Januar 2019 | 2. Weltcup in Pralognan-la-Vanoise, 25.–26. Januar 2019 | 2. Weltcup in Pralognan-la-Vanoise, 25.–26. Januar 2019 | 2. Weltcup in Pralognan-la-Vanoise, 25.–26. Januar 2019 | 2. Weltcup in Pralognan-la-Vanoise, 25.–26. Januar 2019 |
| ------------------------------------------------------- | ------------------------------------------------------- | ------------------------------------------------------- | ------------------------------------------------------- | ------------------------------------------------------- |
| Datum                                                   | Disziplin                                               | Erster Platz                                            | Zweiter Platz                                           | Dritter Platz                                           |
| 25. Januar 2019 (Fr.)                                   | Sprint                                                  | Jasmin Taylor                                           | Amélie Wenger-Reymond                                   | Beatrice Zimmermann                                     |
| 26. Januar 2019 (Sa.)                                   | Classic                                                 | Amélie Wenger-Reymond                                   | Beatrice Zimmermann                                     | Johanna Holzmann                                        |

| 3. Weltcup in Pra-Loup, 29.–31. Januar 2019 | 3. Weltcup in Pra-Loup, 29.–31. Januar 2019 | 3. Weltcup in Pra-Loup, 29.–31. Januar 2019 | 3. Weltcup in Pra-Loup, 29.–31. Januar 2019 | 3. Weltcup in Pra-Loup, 29.–31. Januar 2019 |
| ------------------------------------------- | ------------------------------------------- | ------------------------------------------- | ------------------------------------------- | ------------------------------------------- |
| Datum                                       | Disziplin                                   | Erster Platz                                | Zweiter Platz                               | Dritter Platz                               |
| 29. Januar 2019 (Di.)                       | Sprint                                      | Amélie Wenger-Reymond                       | Jasmin Taylor                               | Argeline Tan-Bouquet                        |
| 30. Januar 2019 (Mi.)                       | Parallelsprint                              | Amélie Wenger-Reymond                       | Beatrice Zimmermann                         | Jasmin Taylor                               |
| 31. Januar 2019 (Do.)                       | Parallelsprint                              | Argeline Tan-Bouquet                        | Beatrice Zimmermann                         | Amélie Wenger-Reymond                       |

| 4. Weltcup in Bad Hindelang, 9.–10. Februar 2019 | 4. Weltcup in Bad Hindelang, 9.–10. Februar 2019 | 4. Weltcup in Bad Hindelang, 9.–10. Februar 2019 | 4. Weltcup in Bad Hindelang, 9.–10. Februar 2019 | 4. Weltcup in Bad Hindelang, 9.–10. Februar 2019 |
| ------------------------------------------------ | ------------------------------------------------ | ------------------------------------------------ | ------------------------------------------------ | ------------------------------------------------ |
| Datum                                            | Disziplin                                        | Erster Platz                                     | Zweiter Platz                                    | Dritter Platz                                    |
| 9. Februar 2019 (Sa.)                            | Parallelsprint                                   | Amélie Wenger-Reymond                            | Johanna Holzmann                                 | Jasmin Taylor                                    |
| 10. Februar 2019 (So.)                           | Parallelsprint                                   | Amélie Wenger-Reymond                            | Johanna Holzmann                                 | Jasmin Taylor                                    |

| 5. Weltcup in Krvavec, 14.–17. Februar 2019 | 5. Weltcup in Krvavec, 14.–17. Februar 2019 | 5. Weltcup in Krvavec, 14.–17. Februar 2019 | 5. Weltcup in Krvavec, 14.–17. Februar 2019 | 5. Weltcup in Krvavec, 14.–17. Februar 2019 |
| ------------------------------------------- | ------------------------------------------- | ------------------------------------------- | ------------------------------------------- | ------------------------------------------- |
| Datum                                       | Disziplin                                   | Erster Platz                                | Zweiter Platz                               | Dritter Platz                               |
| 14. Februar 2019 (Do.)                      | Classic                                     | Amélie Wenger-Reymond                       | Johanna Holzmann                            | Jasmin Taylor                               |
| 16. Februar 2019 (Sa.)                      | Parallelsprint                              | Johanna Holzmann                            | Amélie Wenger-Reymond                       | Argeline Tan-Bouquet                        |
| 17. Februar 2019 (So.)                      | Sprint                                      | Amélie Wenger-Reymond                       | Johanna Holzmann                            | Argeline Tan-Bouquet                        |

### Weltcupstände Frauen
| Rang | Name                  | Punkte | Siege |
| ---- | --------------------- | ------ | ----- |
| 01   | Amélie Wenger-Reymond | 1100   | 8     |
| 02   | Johanna Holzmann      | 0756   | 1     |
| 03   | Jasmin Taylor         | 0730   | 1     |
| 04   | Argeline Tan-Bouquet  | 0720   | 2     |
| 05   | Beatrice Zimmermann   | 0435   | 0     |
| 06   | Guro Helde Kjølseth   | 0353   | 0     |
| 07   | Simone Oehrli         | 0326   | 0     |
| 08   | Julie Bourbon         | 0311   | 0     |
| 09   | Kathrin Reischmann    | 0248   | 0     |
| 10   | Chloé Blyth           | 0245   | 0     |
| 11   | Berit Junger          | 0216   | 0     |
| 12   | Lola Mosteiro         | 0199   | 0     |

| Rang | Name                  | Punkte | Siege |
| ---- | --------------------- | ------ | ----- |
| 13   | Maša Štrakl           | 0178   | 0     |
| 14   | Camille Bourbon       | 0174   | 0     |
| 15   | Martina Wyss          | 0145   | 0     |
| 16   | Antonia Kneller       | 0102   | 0     |
| 17   | Anne Katharina Keßler | 0099   | 0     |
| 18   | Iloée Ravanel         | 0097   | 0     |
| 19   | Laly Chaucheprat      | 0087   | 0     |
| 20   | Magdalena Kopecká     | 0082   | 0     |
| 21   | Margot Roze           | 0069   | 0     |
| 22   | Andrea Fiskaa Haugen  | 0055   | 0     |
| 23   | Goril Strom Eriksen   | 0040   | 0     |

| Rang | Name                        | Punkte | Siege |
| ---- | --------------------------- | ------ | ----- |
| 24   | Karin Abrahamsson           | 0033   | 0     |
| 25   | Maely Vernet                | 0030   | 0     |
| 26   | Andrea Fiskaa Haugen        | 0029   | 0     |
| 27   | Katarina Malenšek           | 0027   | 0     |
| 28   | Anežka Přibylová            | 0023   | 0     |
| 29   | Oda Helene Buck Bryn        | 0021   | 0     |
| 30   | Ada Montoliu Prio           | 0020   | 0     |
| 31   | Kaja Bjørnstad Konow        | 0015   | 0     |
| 31   | Ella Strom Eriksen          | 0015   | 0     |
| 33   | Maja Norskog ek Brynhildsen | 005    | 0     |
| 33   | Ane Hemmestad Sunde         | 005    | 0     |

| Rang | Name                  | Punkte | Siege |
| ---- | --------------------- | ------ | ----- |
| 01   | Amélie Wenger-Reymond | 0400   | 4     |
| 02   | Jasmin Taylor         | 0270   | 0     |
| 03   | Johanna Holzmann      | 0235   | 0     |
| 04   | Argeline Tan-Bouquet  | 0215   | 0     |
| 05   | Beatrice Zimmermann   | 0170   | 0     |
| 06   | Julie Bourbon         | 0126   | 0     |
| 07   | Chloé Blyth           | 0108   | 0     |
| 08   | Lola Mosteiro         | 0099   | 0     |
| 09   | Simone Oehrli         | 0085   | 0     |
| 10   | Camille Bourbon       | 0082   | 0     |

| Rang | Name                  | Punkte | Siege |
| ---- | --------------------- | ------ | ----- |
| 01   | Amélie Wenger-Reymond | 0460   | 3     |
| 02   | Jasmin Taylor         | 0320   | 1     |
| 03   | Argeline Tan-Bouquet  | 0295   | 0     |
| 04   | Johanna Holzmann      | 0291   | 0     |
| 05   | Beatrice Zimmermann   | 0185   | 1     |
| 06   | Guro Helde Kjølseth   | 0161   | 0     |
| 06   | Simone Oehrli         | 0161   | 0     |
| 08   | Chloé Blyth           | 0122   | 0     |
| 09   | Berit Junger          | 0111   | 0     |
| 10   | Kathrin Reischmann    | 0104   | 0     |

| Rang | Name                  | Punkte | Siege |
| ---- | --------------------- | ------ | ----- |
| 01   | Amélie Wenger-Reymond | 0240   | 1     |
| 02   | Johanna Holzmann      | 0230   | 1     |
| 03   | Argeline Tan-Bouquet  | 0210   | 1     |
| 04   | Jasmin Taylor         | 0140   | 0     |
| 05   | Guro Helde Kjølseth   | 0120   | 1     |
| 06   | Julie Bourbon         | 0090   | 0     |
| 07   | Beatrice Zimmermann   | 0080   | 0     |
| 07   | Simone Oehrli         | 0080   | 0     |
| 07   | Kathrin Reischmann    | 0080   | 0     |
| 10   | Martina Wyss          | 0055   | 0     |

| Endstand |                        |        |
| \| Rang \| Name \| Punkte \| \| ---- \| ---------------------- \| ------ \| \| 01. \| Schweiz \| 2006 \| \| 02. \| Frankreich \| 1932 \| \| 03. \| Deutschland \| 1421 \| \| 04. \| Vereinigtes Königreich \| 0730 \| \| 05. \| Norwegen \| 0538 \| \| 06. \| Slowenien \| 0205 \| \| 07. \| Tschechien \| 0105 \| \| 08. \| Schweden \| 0033 \| \| 09. \| Spanien \| 0020 \| |                        |        |
| Rang | Name                   | Punkte |
| 01. | Schweiz                | 2006   |
| 02. | Frankreich             | 1932   |
| 03. | Deutschland            | 1421   |
| 04. | Vereinigtes Königreich | 0730   |
| 05. | Norwegen               | 0538   |
| 06. | Slowenien              | 0205   |
| 07. | Tschechien             | 0105   |
| 08. | Schweden               | 0033   |
| 09. | Spanien                | 0020   |